# Attenzione

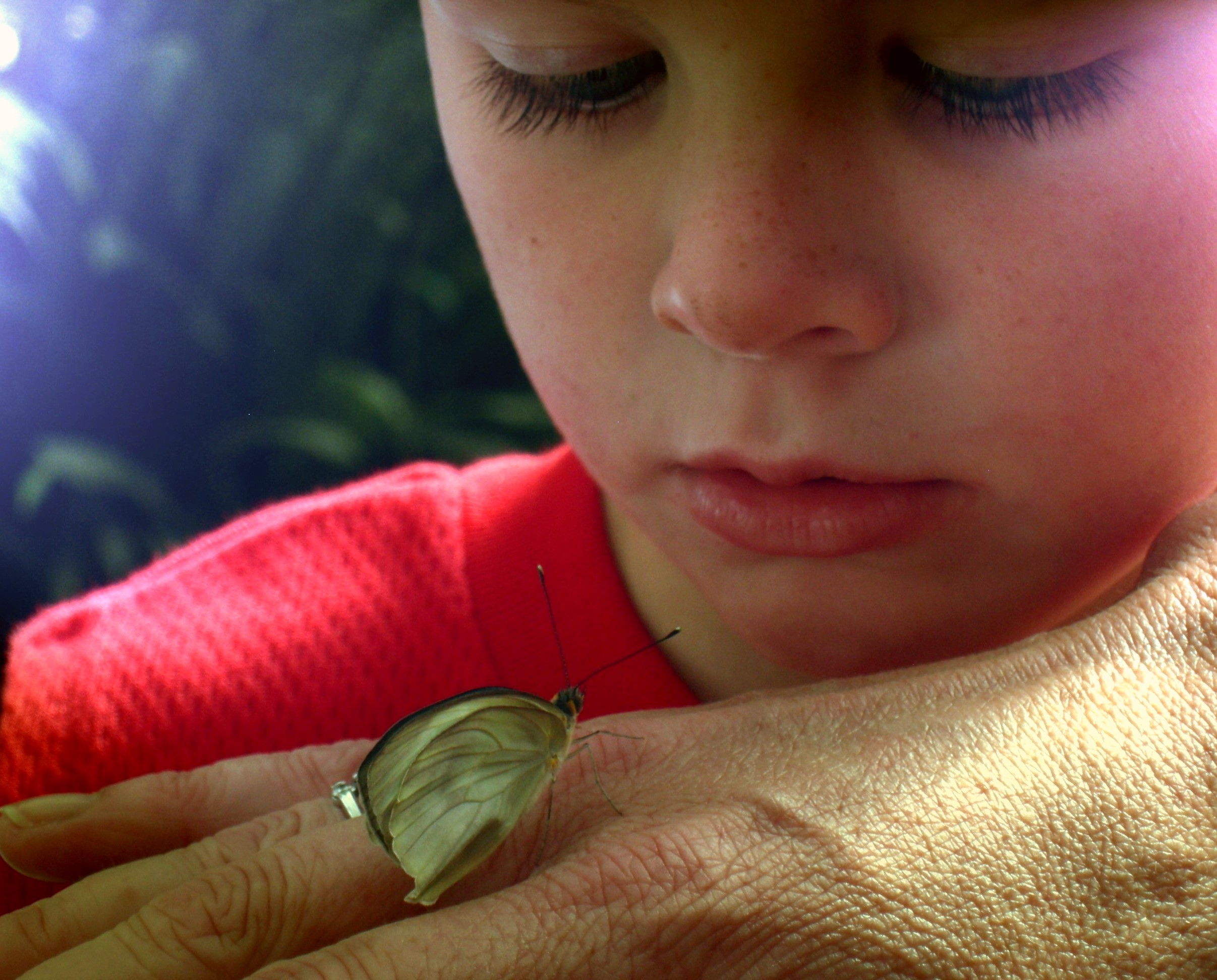
Un bambino guarda con attenzione una farfalla posatasi sul dorso di una mano

L'attenzione è un processo cognitivo che permette di selezionare alcuni stimoli ambientali tra i molti disponibili ad un dato momento e di ignorarne altri. Secondo l'American Psychological Association, l'attenzione è sia una funzione cognitiva che uno stato psicofisico. La componente psichica fa riferimento alla destinazione di risorse attentive su determinati stimoli provenienti dall'ambiente a discapito di altri che non sono considerati in quel momento salienti, mentre la componente fisica, o fisiologica, fa riferimento al sistema nervoso centrale e/o al sistema nervoso periferico, in particolare allo stato di "prontezza alla risposta agli stimoli" (readiness to respond to stimuli).
Poiché gli individui dispongono di risorse attentive in misura limitata, la maggior parte della ricerca in questo campo si è concentrata a individuare le variabili indipendenti che influenzano l'attenzione e a modellizzare i processi che si attivano in funzione di essa.
Una metafora spesso usata per descrivere l'attenzione selettiva visiva è quella del "fascio di luce o zoom", mentre per l'attenzione selettiva uditiva si utilizza la metafora del filtro, che lascia passare solo gli stimoli rilevanti. È un processo passivo, ovvero una reazione istintiva o neurofisiologica del cervello a stimoli esterni o interni sensoriali ed è distinta dalla concentrazione mentale, che è invece un atto in cui è implicata la volontà con differenze quantitative .

## I livelli di attivazione
La teoria dell'arousal presuppone che il livello di attivazione vari lungo un continuum che va dal sonno all'eccitazione diffusa. Il livello di attivazione psicofisiologica è considerato un fattore importante nella determinazione dell'efficienza di un soggetto in prestazioni o compiti.
La relazione tra livello di attivazione ed efficienza del soggetto, espressa in ordinata sotto forma di qualità della prestazione, è rappresentata da una curva ad U invertita. A bassi livelli di attivazione l'individuo si distrae facilmente, mentre a livelli troppo elevati l'eccessiva ansietà ha un effetto ugualmente dannoso sull'efficienza (Teoria di Yerkes e Dodson). Si può spiegare il deterioramento delle prestazioni (distraibilità) con l'aumento del livello di attivazione: quest'ultimo ridurrebbe il raggio dell'attenzione ma causerebbe, contemporaneamente, un aumento dell'esplorazione con conseguente disorganizzazione del comportamento.
La teoria dei livelli di attivazione, inizialmente ipotizzata dagli psicologi, è stata in seguito studiata dai neurofisiologi, che hanno indagato le modalità di funzionamento del sistema reticolare attivatore ascendente (ARAS) e la sua influenza sull'attività della corteccia cerebrale.

## Modelli teorici dell'attenzione
(Herbert Simon, 1971)

### Premessa storica sullo studio dei modelli teorici dell'attenzione
Agli inizi della psicologia scientifica, lo studio dell'attenzione fu un tema privilegiato di ricerca. Il metodo introspettivo aveva dato informazioni e proposto concetti considerati validi ancora oggi (come quello di abituazione). Tale metodo però, non ha permesso la definizione in termini oggettivi delle componenti dell'attenzione. Quando le scuole della Gestalt e del Comportamentismo cominciarono a dominare il campo della psicologia, il concetto di attenzione divenne impopolare e finì con l'essere bandito dal vocabolario della psicologia scientifica. Solo sul finire degli anni '50, con l'emergere del Cognitivismo, il concetto di attenzione tornò al centro dell'interesse.
Nello stesso periodo l'affinamento delle tecniche di studio delle funzioni del Sistema Nervoso ha fatto in modo che l'approccio neurofisiologico si affiancasse a quello psicologico. Attenzione e livello di attivazione sono due stati correlati fra di loro ma che non si identificano: l'attivazione è uno stato globale dell'organismo che si svolge lungo un continuum e l'attenzione è una funzione selettiva che si correla con il livello di attivazione.
Il grado di attenzione dipende dal livello di attivazione dell'organismo che a sua volta dipende sia dalle condizioni interne che dagli stimoli esterni: stimoli intensi suscitano attenzione, che poi seleziona le informazioni in ingresso in base alla loro rilevanza biologica o psicologica. Proprio in quanto processo di selezione di informazioni, l'attenzione può essere definita come un processo cognitivo. Esistono diversi modelli esplicativi sul funzionamento dell'attenzione.

### Limiti dei modelli
Innanzitutto, i limiti di capacità attentiva sono determinati dai limiti del sistema sensoriale, inoltre le aspettative del soggetto sono in grado di influire nella selezione degli stimoli.
Ad alcuni eventi si presta attenzione consciamente, mentre altri vengono registrati inconsciamente.
- Daniel Kahneman[2]: esiste un limite di tipo biologico all'elaborazione contemporanea delle informazioni e queste devono quindi essere poste in sequenza attraverso un canale sensoriale che blocca tutte le informazioni che eccedono la capacità di elaborazione.

- Donald Broadbent[3] ritiene che il limite della capacità attentiva sia ascrivibile ad una selezione che avviene dopo la registrazione sensoriale, mentre altri propendono per l'ipotesi (Deutsch e Deutsch, 1963[4]; Norman, 1968) che questa avvenga in memoria e quindi agli ultimi livelli di elaborazione dell'informazione, spostando così l'accento dai limiti del sistema sensoriale alle aspettative del soggetto che influenzano la selezione degli stimoli.

I limiti del sistema sensoriale e della capacità di elaborazione dell'informazione sono studiati confrontandoli e differenziandoli con quelli dei bambini e attraverso l'evolversi di strategie di elaborazione delle informazioni. Inoltre si evidenzia il fatto che ad alcuni eventi viene prestata attenzione a livello cosciente, mentre altri sono recepiti ugualmente in qualche modo, anche se non viene prestata loro attenzione: esisterebbero quindi delle procedure di registrazione automatiche, che passano le informazioni ad una componente del sistema che stabilisce a quale degli elementi si deve prestare attenzione.
I cambiamenti stimolanti l'attenzione possono essere la variazione dell'intensità degli stimoli e le mutazioni ambientali per la comparsa di stimoli, che hanno acquisito un significato per il soggetto (come per un bambino ascoltare la voce della propria madre, ad esempio).
- Michael Posner[7] afferma che esistono due momenti specifici, successivi alla registrazione automatica: il primo è l'orientamento, ovvero l'allineamento dell'attenzione verso la sorgente dello stimolo sensoriale, il secondo è la detezione, ovvero la registrazione cosciente e il rilevamento dello stimolo.

- Leslie B. Cohen e Gelber[8] affermano che è opportuno differenziare i meccanismi che presiedono all'orientamento verso lo stimolo (ad es. volgere gli occhi) da quelli coinvolti durante la fissazione. Nella risposta di orientamento lo stimolo cattura l'attenzione, nella risposta di fissazione opera un meccanismo diverso che trattiene l'attenzione. In entrambi i processi si riscontra un ruolo attivo da parte del soggetto, giacché processi di questo tipo non possono essere considerati come automatici.

Il concetto di attenzione appare di fatto multiforme, perché comprende aspetti diversi e viene usato per spiegare situazioni e fenomeni differenti. In particolare, sia la selezione delle informazioni che la capacità di svolgere contemporaneamente compiti diversi sono state studiate dai ricercatori, che quindi parlano di attenzione selettiva e di attenzione divisa. Inoltre, sono stati compiuti studi anche sull'attenzione sostenuta (o vigilanza), inerente alla capacità di prestare attenzione a una fonte d'informazione per un tempo prolungato, facendo riferimento al variare della prestazione in funzione del tempo.

## Attenzione selettiva

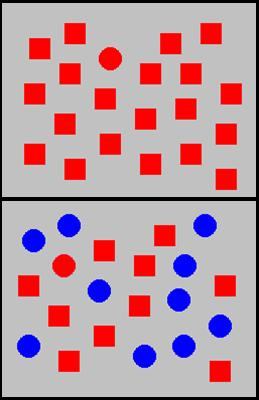
L'immagine mostra due esempi di compiti di Ricerca visiva: "è presente il pallino rosso?". L'esempio di sopra mostra una ricerca visiva semplice, quello di sotto, un compito di ricerca visiva con congiunzione di caratteristiche (forma+colore)

Lo studio dell'attenzione selettiva è stato avviato da Cherry, il quale cercò di capire perché, fra stimoli molteplici provenienti dal mondo esterno, il soggetto ne selezioni alcuni (attended messages) lasciandone decadere altri (unattended messages).
La dimostrazione di ciò è data da un fenomeno noto come cocktail party in cui si riesce a prestare attenzione ad una sola conversazione nonostante ve ne siano parecchie in corso che potrebbero interferire (in pratica vengono esclusi gli stimoli disturbanti): nonostante le emissioni sonore provenienti da tutti gli astanti siano colte dai nostri recettori acustici, noi siamo in grado di selezionare e analizzare quelle provenienti dalla persona con la quale stiamo conversando. Negli studi sull'attenzione selettiva sono state utilizzate prevalentemente due classi di paradigmi sperimentali: i paradigmi di selezione e i paradigmi di filtraggio.
- I paradigmi di selezione sono rappresentati soprattutto dai compiti di ricerca visiva (visual search). Un tipico compito di ricerca visiva è composto da numerose prove consecutive; ciascuna prova consiste nella presentazione di una figura composta da diversi elementi. In alcune prove, tra i vari elementi è presente un particolare elemento detto stimolo bersaglio (target), che il soggetto conosce. Nelle altre prove lo stimolo bersaglio non è presente. In ciascuna prova il soggetto ha il compito di decidere più rapidamente possibile se lo stimolo target è presente o no.

- A differenza dei paradigmi di selezione, i paradigmi di filtraggio si basano essenzialmente sulla presentazione rapida e continua di stimoli rilevanti e irrilevanti (da ignorare), che differiscono generalmente per un qualche attributo fisico, quale la posizione spaziale, il colore, l'intensità, ecc.

Ora, se consideriamo l'elaborazione delle informazioni come un processo continuo che va dall'analisi delle caratteristiche elementari dello stimolo al suo riconoscimento, all'emissione della risposta allo stimolo, allora uno dei problemi teorici più importanti riguarda l'identificazione del punto in corrispondenza del quale avviene la selezione dell'informazione.
A questo riguardo le teorie sull'attenzione si dispongono lungo un continuum che va dalle teorie che propongono una selezione precoce dell'informazione a quelle che propongono invece una selezione tardiva.
Le teorie della selezione precoce sono tutte quelle teorie che postulano che la selezione degli stimoli da inoltrare alle fasi successive di elaborazione avverrebbe prima dell’identificazione degli stimoli, intendendosi con il termine "identificazione" l’attribuzione di significato. Pertanto, la sequenza sarebbe:
presentazione degli stimoli → selezione degli stimoli → passaggio degli stimoli selezionati alla fase successiva → attribuzione di significato al singolo stimolo o all’insieme degli stimoli selezionati.
Invece, le teorie della selezione tardiva sono tutte quelle teorie che postulano che la selezione degli stimoli da inoltrare alle fasi successive di elaborazione avverrebbe dopo l’identificazione degli stimoli. Pertanto, la sequenza sarebbe:
presentazione degli stimoli → attribuzione di un minimo di significato al singolo stimolo o all’insieme degli stimoli → passaggio degli stimoli con maggiore significato (anche in funzione del contesto) alla fase successiva.
Quindi, secondo le teorie della selezione tardiva, solo gli stimoli dotati di maggiore significato ma soprattutto di pertinenza al contesto, accedono alla fase successiva, che comprende sia l'ulteriore elaborazione cognitiva (con l'attivazione di funzioni come il decision making) che l'attivazione di dinamiche emotive e comportamentali.
Il modello risulterebbe esplicativo dell’effetto cocktail-party, altrimenti non spiegabile se si adottasse il modello della selezione precoce. Il modello della selezione tardiva risulta inoltre essere molto esplicativo di una delle principali dinamiche che caratterizzano il disturbo da deficit dell'attenzione e dell'iperattività, e cioè l’accesso alla seconda fase di stimoli salienti ma non pertinenti al contesto o al compito in svolgimento.

### Filtro di Broadbent
Un esempio di modello che propone una selezione precoce dell'informazione da elaborare è la Teoria del filtro di Broadbent, secondo cui esisterebbe una fase iniziale di elaborazione dell'informazione durante la quale tutti gli stimoli vengono analizzati simultaneamente sulla base delle loro caratteristiche fisiche elementari e immagazzinati per un breve periodo.
In questa fase, quindi, non si ha alcuna selezione dell'informazione. A questo stadio di elaborazione, che Broadbent attribuisce al sistema sensoriale (S), segue una fase di elaborazione più avanzata da attribuire al sistema percettivo (P), il quale opera serialmente, elaborando cioè uno stimolo dopo l'altro. Un filtro, posto tra il sistema S e il sistema P, seleziona gli stimoli che possono avere accesso ai livelli di elaborazione più sofisticati.
Broadbent asserì che i soggetti hanno la capacità di prestare attenzione ad una sola voce alla volta, evidenziando la relazione negativa, inversamente proporzionale, fra il grado di comprensione di due voci, nel senso che se aumenta la comprensione di una diminuisce la comprensione dell'altra (uso della tecnica dell'ascolto dicotico: stimolazione contemporanea di due canali sonori). Per seguire due processi gli individui devono alternare rapidamente l'attenzione dall'uno all'altro.

### Teoria del filtro attenuato di Treisman
Anne Treisman modificò la teoria originale di Broadbent e formulò la teoria del restringimento di banda, detto anche "teoria del filtro attenuato", secondo la quale il filtro attentivo si limita a ridurre, e non a cancellare, l'informazione disponibile nel canale non attentivo, inoltre, in particolari condizioni, anche questa informazione ridotta è sufficiente ad attivare delle unità nel lessico mentale (una sorta di magazzino delle parole conosciute).
All'interno del lessico mentale esisterebbe uno stato di facilitazione di alcune unità che aumenterebbe la probabilità per certi significati (come ad esempio il proprio nome di battesimo), di essere attivati e quindi percepiti (effetto "Cocktail Party"). Ad esempio i soggetti erano sensibili all'informazione presentata all'orecchio cui si doveva prestare meno attenzione, soprattutto se la voce cui non dovevano prestare attenzione diceva il loro nome. Tale stato di facilitazione può infine essere modificato dalle istruzioni ricevute o dalle aspettative del soggetto.

### Deutsch e Deutsch
Una proposta più radicale rispetto al modello di Broadbent è invece quella di Deutsch e Deutsch. Questi autori respinsero il modello di Broadbent, perché valutarono che le capacità di elaborazione dell'informazione, che il filtro descritto da Broadbent dovrebbe avere per operare la selezione dell'informazione, dovrebbero essere tanto complicate quanto lo sono quelle del sistema percettivo (P). Se questo è vero, allora il filtro diventa totalmente inutile.
Essi quindi postularono che non esistesse nessun filtro e che l'intera elaborazione dello stimolo è automatica e indipendente dall'attenzione selettiva. L'attenzione selettiva interverrebbe solo per controllare l'accesso dello stimolo alla coscienza, alla memoria e ai sistemi di risposta (cioè al Sistema Cognitivo, SC). Gli effetti dell'attenzione sarebbero quindi soltanto il prodotto dell'interazione tra coefficienti di importanza e informazione afferente.

### La teoria di Norman
Secondo un'altra teoria dell'attenzione la selezione viene operata non mediante il blocco o il filtro dell'informazione sensoriale, come si è già accennato in precedenza, ma elaborando selettivamente l'informazione già attivata in memoria dall'informazione sensoriale che si sta raccogliendo. Si deve notare che anche stimoli familiari e usati di frequente sembrano essere percepiti così automaticamente che è impossibile ignorarli (Schneider e Schiffrin, 1977).
Un esempio di questo automatismo è dato dallo Stroop effect (Stroop, 1935) in cui si mostrano ai soggetti delle parole stampate in colori diversi, si chiede loro di ignorare le parole e di riferire solo il colore dell'inchiostro. Questo compito era perfettamente eseguito, salvo che nel caso in cui le parole erano nomi di colori, diversi dal colore dell'inchiostro. In questo caso l'impedimento derivava dalla percezione del significato della parola resa quasi automatica dall'esercizio, che normalmente facilita la lettura ma che in questo caso era un elemento di disturbo. L'effetto Stroop può essere considerato un esempio di insuccesso dell'attenzione selettiva.
Successivi e più recenti studi nel campo percettivo-attentivo, sembrano essere favorevoli alla posizione di Broadbent.

### Selezione precoce e selezione tardiva
Queste teorie sono dette "strutturali", poiché ipotizzano che la capacità selettiva dell'uomo si basi su un meccanismo, un filtro, che permette il passaggio solo di alcune informazioni.
Dai primi studi sull'attenzione acustica, attraverso l'ascolto dicotico, si è visto ad esempio che, applicando 2 cuffie ad un soggetto e trasmettendo un messaggio in una cuffia e un altro messaggio nell'altra cuffia, inoltre si dice al soggetto di prestare attenzione solo ad uno dei due messaggi, si noterà che del messaggio a cui non si è prestato attenzione, non sarà ricostruibile niente del contenuto, ma solo le caratteristiche superficiali.

La selezione avviene relativamente presto lungo il continuum dell'elaborazione: prima della codifica semantica (selezione precoce). Per quanto riguarda la selezione tardiva dell'informazione, il filtro attenzionale è collocabile poco prima della soglia della consapevolezza; tutti gli stimoli sono sottoposti ad una uguale elaborazione percettiva fino al momento della scelta della risposta. Il filtro a quel punto si chiude e permette il passaggio soltanto dell'informazione utile. Il paradigma di Posner può rappresentare un punto a favore dell'ipotesi della selezione precoce, in quanto, se il cue dato è valido (indica cioè la posizione esatta in cui dovrebbe apparire lo stimolo) i tempi di reazione allo stimolo si abbassano notevolmente rispetto ai tempi necessari quando il cue indica la posizione errata. Se l'elaborazione fosse tardiva, tra i tempi di reazione non dovrebbero esserci differenze.

### Modello di Lavie (1995) Perceptual Load Theory
Nelli Lavie propone un modello che rappresenta una sintesi dei modelli basati sulla selezione precoce (Broadbent) e modelli basati sulla selezione tardiva (Deutsch & Deutsch). Il locus della selezione dipende dal carico percettivo del compito che deve essere eseguito.
Se il compito è percettivamente molto impegnativo (alto carico) allora le informazioni irrilevanti per il compito che si sta eseguendo non raggiungono gli stadi oltre il registro sensoriale; se invece il compito è percettivamente poco impegnativo allora vengono elaborate ad un livello superiore( memoria a breve termine) anche le informazioni non rilevanti.

## Attenzione divisa
Quando si fa riferimento al concetto di attenzione divisa si pone l'accento su un particolare aspetto dei processi attentivi, ovvero sulla capacità che tutti abbiamo di prestare attenzione a più cose contemporaneamente. Va sottolineato che i due aspetti, quello di selezione studiato nell'ambito dell'attenzione selettiva e quello di distribuzione studiato nell'ambito dell'attenzione divisa, non sono due fenomeni indipendenti, ma due aspetti dello stesso fenomeno che interagiscono.
La situazione sperimentale tipica nello studio dell'attenzione divisa è quella relativa al doppio compito; il risultato che in genere si osserva in questa situazione è che la prestazione ai due compiti è peggiore di quella ottenuta dallo stesso soggetto quando è impegnato nei due compiti separatamente.
Le teorie viste precedentemente, che possono essere dette strutturali, spiegano la prestazione in compiti multipli, facendo riferimento ad un rapido spostamento dell'attenzione tra i diversi compiti. Ad esempio, Broadbent propone che l'operatore umano abbia una singola risorsa, ovvero un unico processore a capacità limitata. Quando questo processore è impegnato nell'elaborazione dell'informazione per un compito, l'elaborazione per il secondo compito viene sospesa finché la prima non è completata. In questa prospettiva, l'attenzione è vista come un fenomeno tutto-o-nulla.
I teorici della capacità, invece, sottolineano la divisibilità delle risorse cognitive tra i diversi compiti contemporanei e la possibilità di assegnare in modo graduato parte delle risorse a ciascun compito, con differenti approcci.
Il modello di Kahneman è particolarmente importante perché rappresenta il tentativo di unificare le teorie strutturali e quelle della capacità. Egli afferma che l'operatore umano ha una capacità limitata per l'esecuzione delle attività mentali e che il limite varia con il livello di attivazione in funzione del carico imposto da ciò che, attimo per attimo, siamo chiamati a fare. Assume quindi che quando l'attivazione fisiologica è moderatamente alta c'è una maggiore disponibilità di capacità.
Kahneman ritiene che al crescere delle richieste si ha un corrispondente aumento della quantità di risorse mobilitate, fin quando le prime non eccedono le seconde: a questo punto la prestazione del soggetto non è più adeguata alla domanda e si ha un'interferenza tra i compiti. Possiamo distinguere tra un'interferenza di capacità, che è non specifica e dipende solo dalle richieste di entrambi i compiti, e un'interferenza strutturale, che è specifica e dipende dal grado in cui i compiti gravano sugli stessi meccanismi.
L'ipotesi, quindi, è che per eseguire una qualsiasi attività mentale siano necessarie due condizioni:
- disporre di un insieme di informazioni adeguate e specifiche per quell'attività e
- poter usufruire della quantità sufficiente di impegno, sforzo o attenzione.

Le teorie appena presentate assumono l'esistenza di un'unica riserva di risorse indifferenziate e quindi, non riescono a spiegare alcuni effetti sperimentali che invece sono stati più volte osservati.
Tra gli effetti sperimentali che le teorie della capacità limitata non riescono a spiegare, vi sono:
- l'insensibilità alla difficoltà: in base alle teorie della capacità, se si aumenta la difficoltà del compito primario allora la sua esecuzione dovrebbe richiedere più risorse a scapito dell'esecuzione del compito secondario, quindi la prestazione riferita a quest'ultimo dovrebbe peggiorare; quest'effetto però non viene sempre osservato, in quanto a volte l'incremento della difficoltà in un compito primario non determina un peggioramento della prestazione nel compito secondario;
- la condivisione perfetta: è stato osservato che a volte due compiti vengono eseguiti contemporaneamente senza alcuna interferenza.

Questi effetti ci dicono che nel caso di situazioni che impongono di eseguire più compiti contemporaneamente, non conta solo la quantità di risorse allocate ad ogni compito, ma anche le strutture o i processi cognitivi che essi coinvolgono.
L'osservazione di tali effetti dà ragione di esistere alle teorie delle risorse multiple, il cui principale esponente è Wickens.
Tali teorie non prevedono l'esistenza di un unico insieme di risorse allocabili ad uno o più compiti, ma di più insiemi di risorse, ciascuno con proprie caratteristiche, che possono essere allocabili in modo indipendente.
Va comunque detto che al momento non c'è nessuna teoria sull'attenzione, unanimemente condivisa; sembra tuttavia accertato che molti processi diversi siano responsabili della selettività dell'attenzione.

## Attenzione sostenuta (vigilanza)
Molte attività cognitive ci richiedono di prestare attenzione a un'unica fonte di informazioni per un tempo prolungato: quando l'informazione è difficile da percepire o la sua presentazione è monotona, prestare attenzione è meno semplice. Se poi l'informazione è infrequente, con il passare del tempo si ha un decadimento della prestazione. Mackworth è stato il primo a condurre studi sistematici sulla vigilanza (esperimenti con il clock test), dimostrando che si ha una rapida caduta dell'attenzione nei primi 30 minuti e più lentamente nell'ora e mezza successiva. L'autore ritiene che il decremento di vigilanza sia causato da un processo inibitorio simile a quello della teoria del condizionamento classico di Pavlov. Qui il condizionamento avviene durante l'addestramento, quando i soggetti sono istruiti dallo sperimentatore a premere il pulsante ad ogni scatto doppio della lancetta (rinforzo): quando non si ha più l'istruzione, la risposta condizionata si estingue perché aumenta l'inibizione interna al soggetto.

## Attenzione congiunta

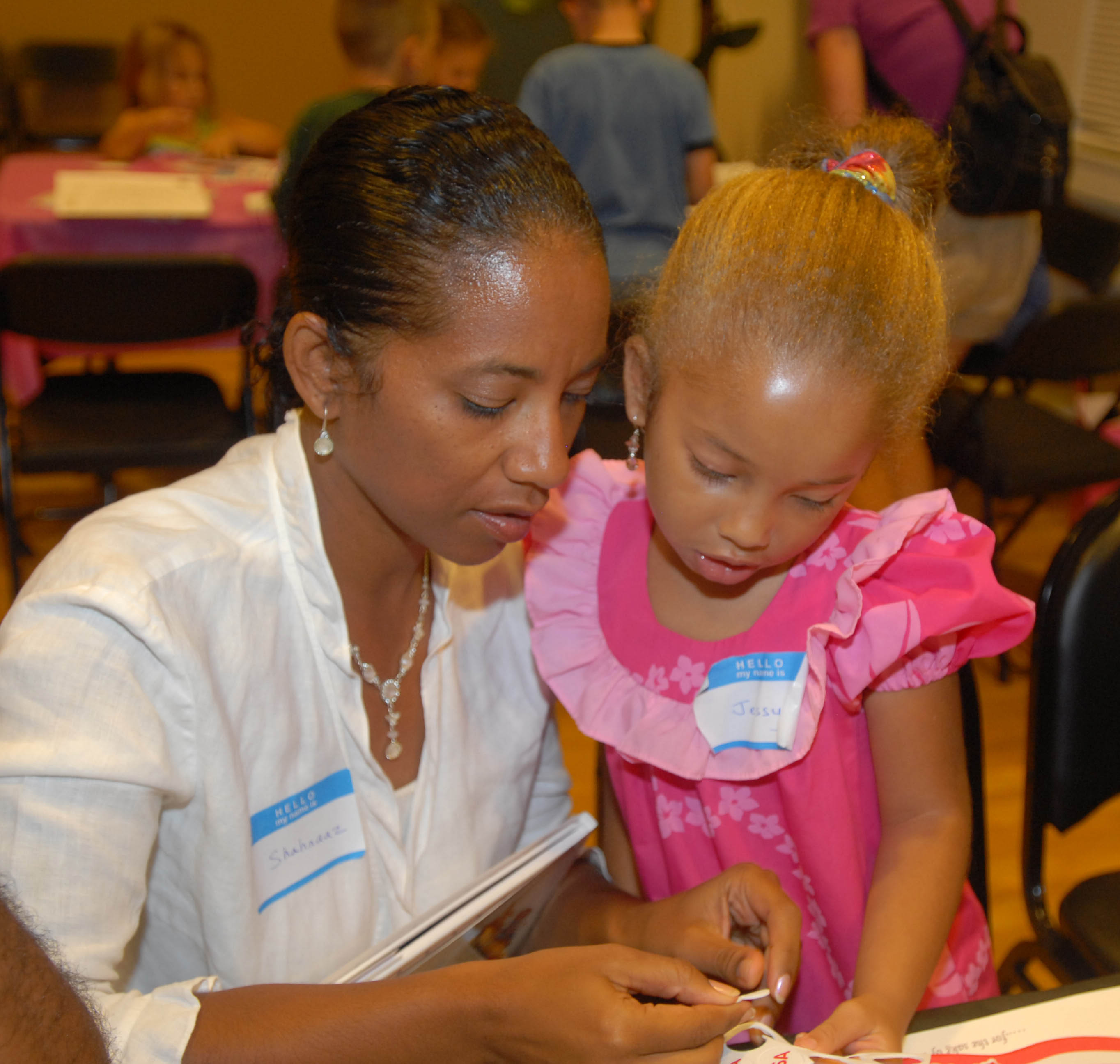
Attenzione congiunta

L'attenzione congiunta o attenzione condivisa è il focus condiviso di due diversi individui su uno stesso oggetto. Si ottiene quando un individuo avvisa un altro di un oggetto per mezzo di sguardi oculari, puntamento o altre indicazioni verbali o non verbali. Un individuo guarda un altro individuo, indica un oggetto e quindi restituisce il proprio sguardo all'individuo. Scaife e Bruner sono stati i primi ricercatori a presentare una descrizione della capacità dei bambini di seguire lo sguardo negli occhi di un altro individuo, nel 1975. Questi ricercatori hanno scoperto che la maggior parte dei bambini di età compresa tra 8 e 10 mesi seguiva uno sguardo e che tutti i bambini di 11-14 mesi riuscivano nel compito. Questa prima ricerca ha dimostrato che per un adulto è possibile portare determinati oggetti nell'ambiente all'attenzione di un bambino usando lo sguardo.
Ricerche successive dimostrano che due importanti abilità nell'attenzione congiunta sono il seguire lo sguardo e l'identificare l'intenzione. L'attenzione congiunta è una delle prime abilità sociali sviluppate dagli esseri umani, ed è importante per molti aspetti dello sviluppo del linguaggio, tra cui comprensione, produzione e apprendimento delle parole. Gli episodi di attenzione congiunta forniscono ai bambini informazioni sul loro ambiente, consentendo alle persone di stabilire riferimenti dalla lingua parlata e imparare le parole. Lo sviluppo socio-emotivo e la capacità di prendere parte alle relazioni normali sono influenzati anche dalle capacità di attenzione congiunta.
La capacità di stabilire un'attenzione congiunta può essere influenzata negativamente da sordità, cecità e disturbi dello sviluppo come l'autismo.

## Sviluppo dell'attenzione
Mackworth sostiene che esistono due tipi di attenzione: una dovuta all'esperienza dell'ambiente fisico e sociale (regolata dall'attività dei lobi frontali) e un'involontaria regolata dal flusso degli stimoli esterni, indipendentemente dall'esperienza.
Solo dopo i sette anni di età, i bambini sarebbero capaci di risposte di attenzione selettiva e volontaria e non di semplice orientamento, poiché solo a questa età si sviluppano i lobi frontali.
Questa spiegazione appare molto controversa: ciò che si modificherebbe con lo sviluppo non è, probabilmente, la capacità attentiva in sé, ma l'attività di selezione percettiva delle informazioni.
Con la maturazione e lo sviluppo vengono sempre meglio colte le informazioni utili per ottenere una certa prestazione, cioè il bambino è in grado di utilizzare strategie sempre più flessibili ed economiche per elaborare e strutturare in modo organico le informazioni che gli provengono dall'ambiente.
I fenomeni fisiologici tipici dell'attenzione (dilatazione pupillare, vasocostrizione periferica, vasodilatazione cerebrale, decelerazione dell'attività muscolare, arresto del ritmo alpha all'EEG con sostituzione di ritmo beta irregolare e riflesso psicogalvanico) sono presenti in quella che viene definita risposta di orientamento e si osservano alla prima presentazione di uno stimolo nuovo. È il prodotto della discrepanza fra lo stimolo che viene presentato e la traccia mnestica di quelli che lo hanno preceduto. Tali effetti si riducono alla ripresentazione dello stimolo (risposta di abituazione). Tale risposta è legata alla coincidenza dello stimolo con una sua traccia presente nella memoria a lungo termine.
Se si parla di attenzione legata all'apprendimento, già dalla tenera età il bambino assimila e accoglie all'interno del proprio percorso cognitivo informazioni che strutturano l'intelligenza. L'attenzione, portata didatticamente nell'esercizio, dal correggere un errore, giudicare l'azione, decidere un atto, costruisce il bagaglio di esperienza del bambino che andrà a colmare il vuoto esperienziale che diverrà poi la base psichica sana per qualsiasi tipo di educazione.
La risposta di abituazione è più rapida con il crescere dell'età: secondo la teoria di Jean Piaget, ciò può essere legato alla costanza dell'affetto, acquisita dopo una certa età e alla relativa capacità di prevedere gli stimoli, acquisita dal bambino.

Nei bambini in età scolare non si evidenziano particolari differenze nelle capacità attentive, rispetto agli adulti, mentre differenti sarebbero piuttosto le capacità di formulare strategie diverse per la soluzione di un compito, cioè la capacità di cogliere gli elementi principali di una realtà problematica, utili alla soluzione di un compito. Sembrerebbe dunque implicato un diverso livello di sviluppo cognitivo, piuttosto che un aspetto legato all'attenzione.
Al momento non c'è nessuna teoria sull'attenzione unanimemente condivisa. Sembra accertato che molti processi diversi siano responsabili della selettività dell'attenzione. Un'altra difficoltà nello studio dell'attenzione deriva dal fatto che il processo attentivo è implicato in numerosi altri processi cognitivi fondamentali (la percezione, la memoria, l'apprendimento) oltre al fatto che lo studio dell'attenzione, disgiunto dagli altri processi psichici, si è rivelato poco fecondo.

## I disturbi dell'attenzione

### La disattenzione
Questa è spesso dovuta a stanchezza fisica o mentale. Questo disturbo scompare quando l’individuo è più riposato e meno stressato;

### La distrazione
È un'interruzione dell’attenzione causata da qualche stimolo esterno o interno. Basta qualche oggetto o persona attorno a noi per catturare la nostra attenzione così da distrarci dal compito che altri o noi stessi ci eravamo assegnato. Allo stesso modo basta un pensiero, un ricordo o un’immagine che fa capolino nella nostra mente per catturare momentaneamente la nostra attenzione e farci distrarre;

### La distraibilità
Questa è la propensione naturale di una persona a distrarsi. La distraibilità è presente nei bambini e negli anziani. Entrambi hanno difficoltà a fissare in maniera costante l’attenzione. Tuttavia è presente anche nei soggetti che presentano lievi problematiche psicologiche. In questi ultimi le loro ansie, le loro paure e la loro irrequietezza interiore possono per qualche momento o periodo disturbare,  in modo non costante, le loro capacità attentive.

#### L'aprosessia
Questa è l’incapacità strutturale e costante a mantenere l’attenzione. Questo disturbo è presente sistematicamente nelle gravi patologie psichiche come negli stati fobico-ossessivi, in quelli maniacali; nella depressione, nella schizofrenia ecc. L’aprosessia è dovuta a un eccesso di emozioni e cariche affettive che interferiscono nei processi di pensiero o è dovuta alla presenza di idee deliranti e fisse che, imponendosi in modo preponderante o coatto alla coscienza, riducono la possibilità di attenzione.